# Guardapizza

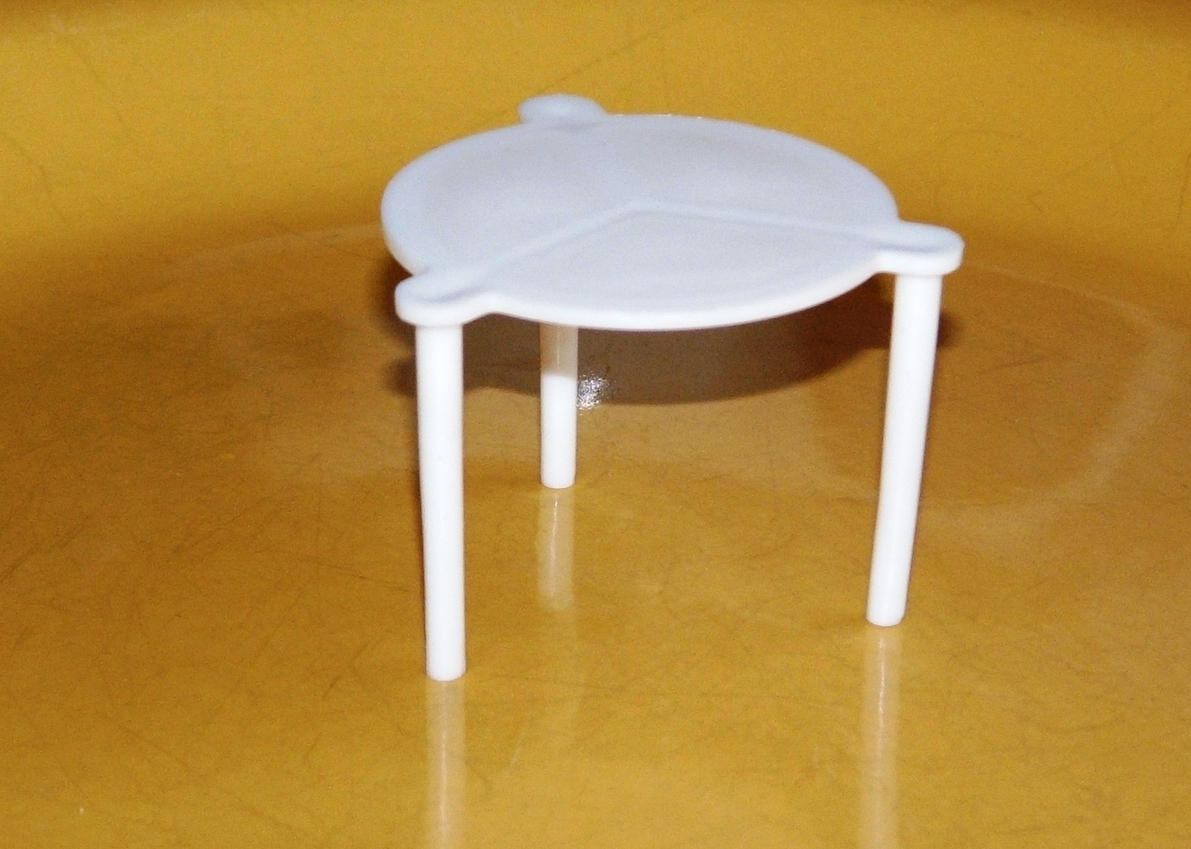
Un guardapizza de plástico.

El guardapizza (también conocido como trípode de plástico, coloquialmente apodado según la región mesita o cosito de la pizza) es un objeto que se emplea en el reparto de pizzas para impedir que el recipiente en que se entrega la pizza colapse en el centro y haga contacto con la comida. También sirve para impedir que, después de que haya sido cortada, la pizza se desarme durante el reparto.
El guardapizza usualmente está hecho de plástico y cuenta con tres patas. Puede presentarse en distintos colores y en forma es similar a una diminuta mesa circular, aunque existen también versiones que dejan un agujero en el medio. La práctica común de las pizzerías es colocar el guardapizza en el centro de la pizza antes de cerrar la tapa de la caja para su reparto.

## Historia

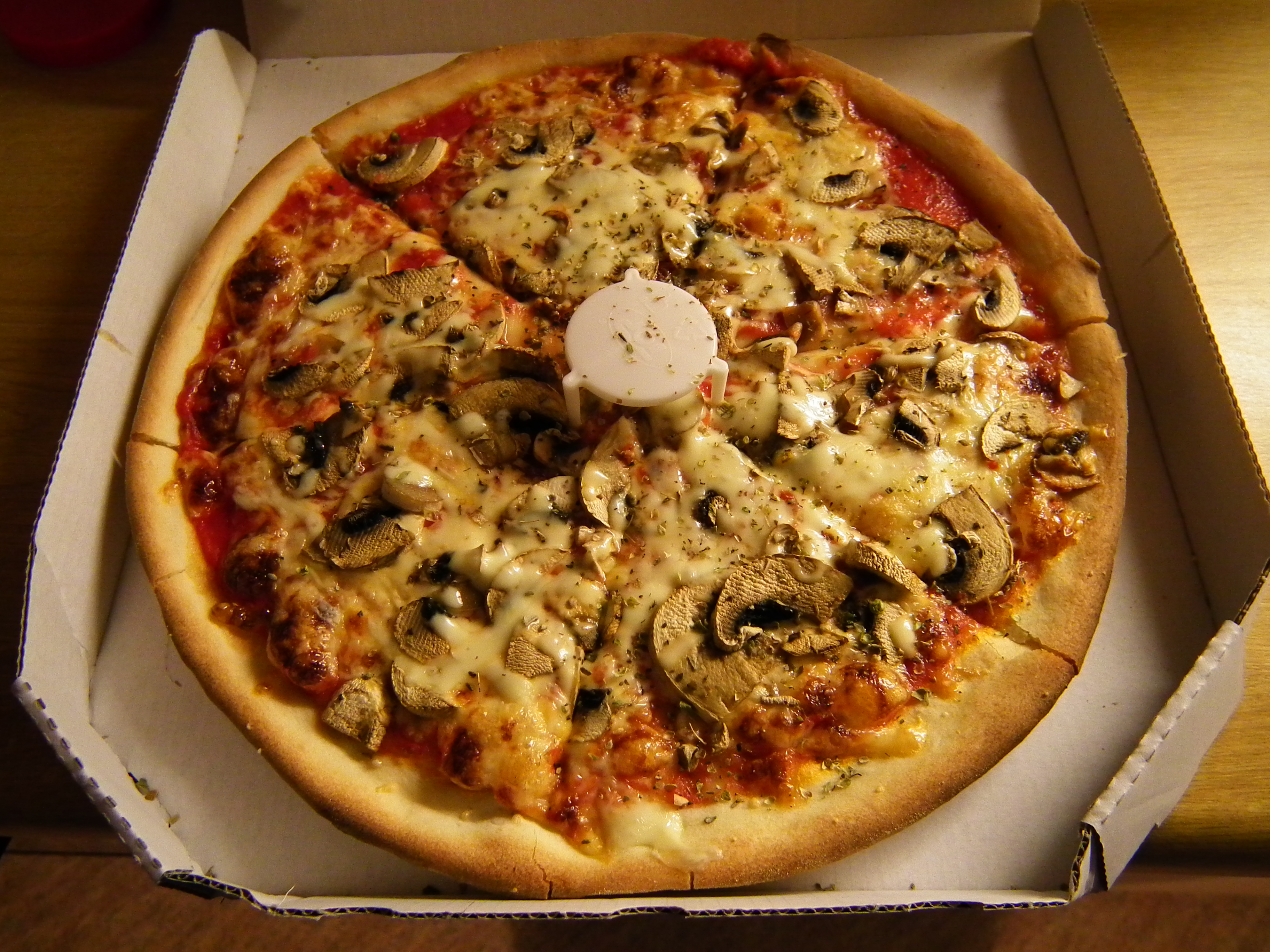
Una pizza en una caja con su guardapizza.

El 28 de febrero de 1974, se otorgó el registro de un modelo industrial a Claudio Daniel Troglia, de Buenos Aires (Argentina), que consistía en un trípode de plástico que se usaría en el medio de una caja para evitar que la parte superior de esta se aplastara y tocara la pizza u otras comidas que contuviera, al que le dio el nombre de «separador de pizza» (o «SEPI»). Posteriormente en 1979, después de que expiraran los cinco años de protección que se conceden a un modelo industrial, este no fue renovado. A pesar de este registro previo, la primera patente para un objeto de este tipo fue otorgada nueve años después a Carmela Vitale de Dix Hills (Nueva York, Estados Unidos), quien le dio el nombre de «package saver» (en español, «protector de paquete» o «guardapaquete»), pero ya que su uso más común era en la producción de pizzas, con el tiempo se lo conoció como «pizza saver» («guardapizza»). La patente fue registrada el 10 de febrero de 1983, concedida el 12 de febrero de 1985, y expiró en el año 1993 debido a falta de pago de las tarifas de mantenimiento.
Debido al parecido del objeto con la forma de una mesa, en julio de 2018, la empresa Boston Pizza llevó a cabo una campaña publicitaria en Canadá que convertía a la mesita de la pizza en un set de patio, al agregarle unas sillas en miniatura alrededor. En marzo de 2020, la cadena Pizza Hut en Hong Kong anunció la colaboración con la empresa sueca productora de muebles IKEA en un proyecto conjunto. IKEA lanzó una nueva mesa de tres patas con el nombre de Säva, que era una versión a tamaño real inspirada en la forma de un guardapizza. Por su parte, Pizza Hut creó una edición limitada de una pizza hecha con las albóndigas suecas que se venden en IKEA.